# Nikon D7100

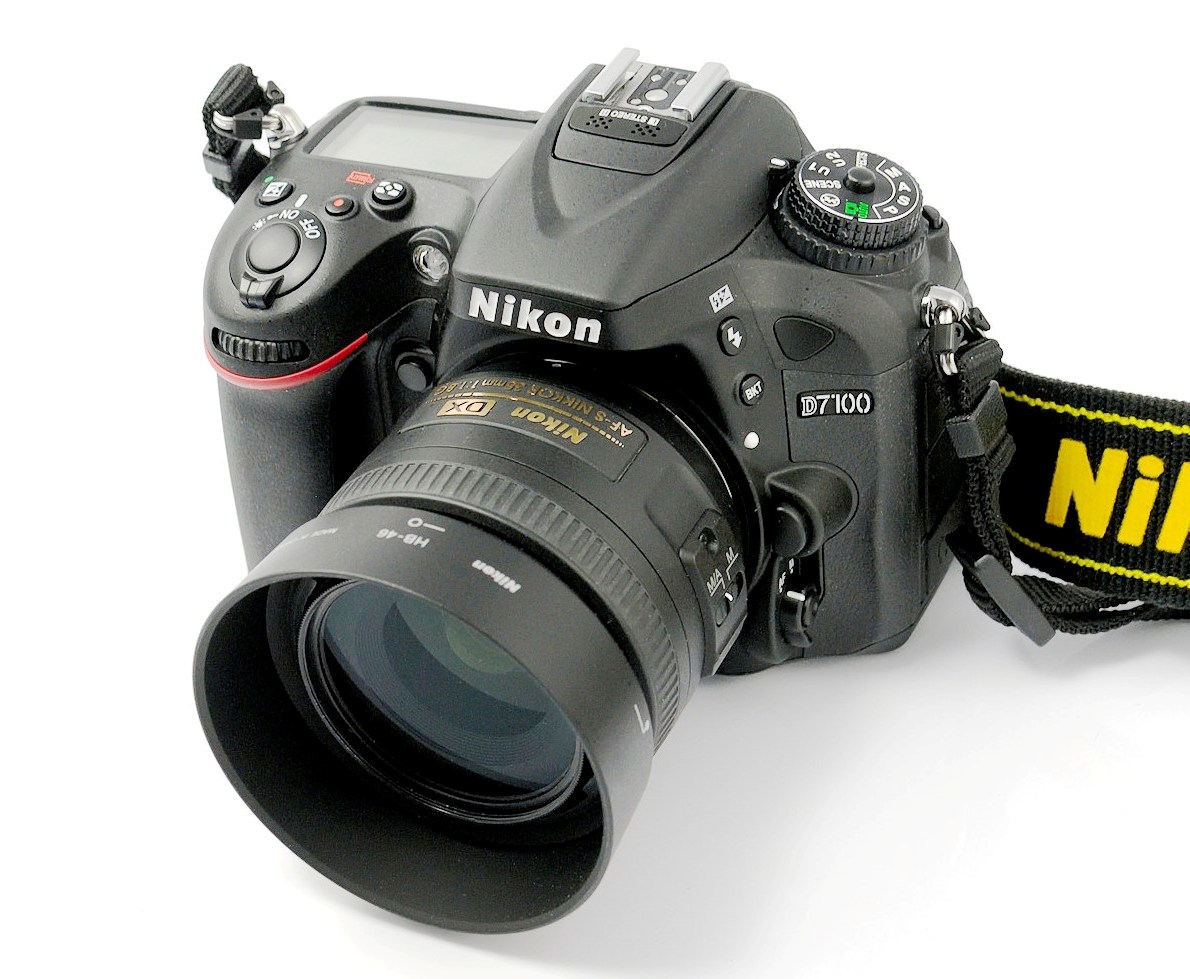

Nikon D7100 — цифровий дзеркальний фотоапарат компанії Nikon, анонсований 21 лютого 2013 року і призначений для фотографів-ентузіастів. Замінив модель 2010 року Nikon D7000. Ключові відмінності від попередника: матриця з збільшеною до 24 мегапікселів роздільною здатністю без фільтра нижніх частот (OLPF), пиловологозахищений корпус, 51-точкова система автофокусування з 15 датчиками перехресного типу в центральній зоні і поліпшені можливості зйомки відео.
Фотоапарат надійшов у продаж в березні 2013 року. Рекомендована вартість в США становить 1200 доларів за версію без об'єктиву і 1600 доларів за комплект з об'єктивом Nikkor 18-105mm f/3.5-5.6.
Заявленний ресурс затвора — 150 тисяч спрацьовувань (як і у D7000). Мінімальна витримка — 1/8000 с, витримка синхронізації — 1/250 с.